# Inez Jones
Inez Jones (* 1912 oder 1913 in Memphis (Tennessee); † Mai 1995) war eine US-amerikanische Jazzsängerin.

## Leben und Wirken
Jones zog vor Ausbruch des Zweiten Weltkriegs nach Kansas City. Dort lernte sie den Saxophonisten Paul Jones kennen und heiratete ihn. Von 1940 bis 1945 blieb sie dort und sang nach Feierabend in lokalen Clubs. 1952 hielt sie sich in New York auf und nahm vier Seiten für RCA Victor auf, „Take a Back Seat Mister Jackson“, „They Say“, ein Titel von Edward Heyman, außerdem „I Want a Man to Gimme Some Luck“ und „Proud of You“. Inez Jones und ihr Ehemann Paul lebten dann in der Bay Area in Oakland.
Jones verbrachte einen Großteil ihrer Karriere als Sängerin und Pianistin in Clubs in der San Francisco Bay Area, insbesondere im Harem Club und im Rainbow Inn. Im Mai 1957 nahm sie mit Gitarrist Oscar Moore, Pianist Carl Perkins, Bassist Curtis Counce und Schlagzeuger Bill Douglass ihr einziges Album auf, Have You Met Inez Jones?, das auf dem lokalen Label Omega erschien und bei Riverside Records wiederveröffentlicht wurde. Auf dem Album interpretierte sie Jazzstandards wie „Moonlight in Vermont“, „Where or When“ und „Until the Real Thing Comes Along“; „Since I Fell For You“ und „Too Marvellous for Words“ wurde auch als Single ausgekoppelt. Sie war noch auf dem Album Sky High des Jim Jones Trio zu hören. Jones starb im Mai 1995 im Alter von 82 Jahren.
Nach Ansicht von Marc Myers hatte Jones eine warme, innige Stimme in der „Happy-Go-Lucky-Form“ von Sarah Vaughan und Maxine Sullivan.